# Demotina medvedevi
Demotina medvedevi là một loài bọ cánh cứng trong họ Chrysomelidae. Loài này được Moseyko miêu tả khoa học năm 2005.